# Wittelshofen
Wittelshofen là một đô thị ở huyện Ansbach bang Bayern nước Đức. Đô thị Wittelshofen có diện tích 24,23 km², dân số thời điểm ngày 31 tháng 12 năm 2006 là 1279 người.
Đô thị này gồm các khu vực dân cư:
- Wittelshofen
- Grüb
- Dühren
- Gelshofen
- Illenschwang
- Neumühle
- Obermichelbach
- Untermichelbach

Các đô thị giáp ranh (từ phía bắc theo chiều kim đồng hồ):
- Langfurth
- Ehingen
- Gerolfingen
- Weiltingen
- Wilburgstetten
- Dinkelsbühl